# Nové Mesto nad Váhom
Nové Mesto nad Váhom er en by i det vestlige Slovakiet. Byen ligger i regionen Trenčín, ved bredden af floden Váh. Den ligger kun 110 kilometer fra den slovakiske hovedstad  Bratislava. Byen har et areal på 32,58 km² og en befolkning på 19.644(2021) indbyggere.

## Eksterne links
- Officiel hjemmeside

- Wikimedia Commons har flere filer relateret til Nové Mesto nad Váhom